# Amebíase cutânea
Amebíase cutânea refere-se a uma forma de amebíase presente principalmente na pele.
Pode ser causada por Acanthamoeba ou por Entamoeba histolytica. Quando associada com Acanthamoeba, também é conhecida como "acantamebíase cutânea".
Também é conhecida como "amoebiasis cutis".
Balamuthia mandrillaris foi descrita como podendo entrar através da pele, e pode ter expressão cutânea.